# ウインズ浅草
ウインズ浅草（ウインズあさくさ）は、東京都台東区浅草にある日本中央競馬会 (JRA) の場外勝馬投票券発売所 (WINS) である。

## 施設概要
第二次世界大戦後の一時期は、競馬のノミ屋行為が事実上野放しとなり、1955年の浅草には約400軒の私設馬券売り場が存在していた。そのような街に場外馬券売り場を設けることは、日本中央競馬界にとっても地域にとっても意味のあることとなった。施設は、浅草公園六区の六区ブロードウェイの、かつて東急グループ系「新世界ビル」があった場所に建てられた。
地上6階・地下2階の建物で、1階コンコース以外の各階に発売・払戻の窓口と売店、喫煙ルームが設けられている。
地下2階はエクセルフロア（有料席、全315席、1席:1,500円）があり、開催日ごとに地下1階で入場券を販売している。かつての地下2階は業務用区画で、電話投票の最初期に行われていたCRT方式（口頭受付式）の受付所が置かれていた。
1階入口にはビギナーサポートデスクが設置されている。

## 発売・払戻時間
- 発売

原則として9時20分から発売。前日発売は17時まで。
- 払戻

開催日は9時20分から17時まで、非開催日は原則として月曜の10時から16時まで。
また、年末年始、祝日、振替休日は休業日となる。
- レース

2階～6階および地下2階エクセルフロアは全レース100円単位で発売。地下1階は500円単位で発売している。

## 交通
- 首都圏新都市鉄道浅草駅（ つくばエクスプレス）: 徒歩1分（最寄駅）
- 東武鉄道浅草駅（ 東武スカイツリーライン） ・東京地下鉄（東京メトロ）田原町駅（ 銀座線）: 徒歩8分
- 東京都交通局（都営地下鉄）浅草駅（ 浅草線）: 徒歩9分